# Гватемальская академия языка
Гватемальская академия языка (англ. Academia Guatemalteca de la Lengua) — некоммерческая культурная ассоциация Гватемалы, способствующая развитию использования испанского языка в стране. Основана 30 июня 1887 года, входит в Ассоциацию академий испанского языка. 5 сентября 2012 года, в ознаменование 125-летия учреждения, Академия была награждена правительством Гватемалы высшей наградой страны — орденом Кетцаля в классе Большого Креста.

## История
Гватемальская академия языка является последней из академий испанского языка, основанных в XIX веке. Основана в 1887 году, во время правления генерала Мануэля Барильяса Берсиана, хотя официальное открытие датируется 1888 годом. Членами-основателями Академии были Фернандо Крус (первый директор), Анхель Мария Арройо, Хуан Фермин де Айсинена, Агустин Гомес Каррильо, Антонио Батрес Хауреги, Хосе Матиас Киньонес, Антонио Мачадо Паломо и Гильермо Франсиско Холл Авилес. На протяжении своей истории Академия опубликовала большое количество книг и статей, в частности полное собрание сочинений Хосе Батреса Монтуфара (1981) и «Филологические проблемы» (исп. Cuestiones filológicas, 1988), труд Антонио Хосе Ирисарри. Кроме того, Академия публикует бюллетень, где размещаются исследования по лингвистике и литературе.

### Полемика вокруг «Горчичного зерна»
В 1938 году гватемальская писательница Элиза Холл де Астуриас, дочь Гильермо Холла, одного из основателей Гватемальской академии языка, опубликовала фундаментальный труд по генеалогии под названием «Горчичное зерно», инициированный её свёкром Антонио Астуриасом. Антонио Астуриас стремился сохранить родословную своей семьи с момента прибытия своего предка Санчо Альвареса де Астуриаса в Гватемалу во второй половине XVII века. Элиза работала в библиотеке Антонио Астуриаса, где хранились книги и рукописи на разные темы, включая происхождение испанской знати. Работа над книгой «Горчичное зерно» началась 5 февраля 1937 года и была завершена 3 февраля 1938 года. Труд Элизы Холл, основанный на большом количестве документов, представляет собой повествование от имени Санчо Альвареса де Астуриаса, написанное архаичным языком, где он рассказывает о своей генеалогии и причинах эмиграции в Новый Свет в 1666 году. Рукопись первых глав книги дочери Гильермо Холл получил в мае 1937 года. Первое издание «Горчичного зерна», объёмом 416 страниц, было напечатано тиражом 1150 экземпляров в Национальной типографии при поддержке правительства Хорхе Убико Кастаньеды, книга была снабжена большим количеством прекрасно выполненных иллюстраций.
Выход в свет «Горчичного зерна» стал сенсацией в литературных кругах Гватемалы. Многие критики высказывали мнение, что это шедевр, сравнимый с произведениями Лопе де Вега, Луиса де Гонгора и Мигеля Сервантеса, который является большим вкладом не только в гватемальскую, но и мировую литературу. Журналист и член Гватемальской академии языка Федерико Эрнандес де Леон отмечал в своей статье о «Горчичном зерне» в Diario de Centro América, что книга прекрасно передаёт колорит эпохи, давая ощущение вкуса выдержанного вина и старой позолоты. С другой стороны, ряд критиков выразил сомнение, что подобный шедевр мог быть написан женщиной, которая к тому же не имела университетского образования. Это породило большую полемику об авторстве работы. Высказывались версии, что Элиза Холл не является автором, а только переработала подлинную старинную рукопись; что подлинным автором книги («литературным негром») является малоизвестный писатель Мигель Анхель Астуриас. С другой стороны, ряд литераторов выступил в поддержку авторства Элизы Холл. Полемика широко велась на страницах проправительственных газет, таких как
El Imparcial, Nuestro Diario и El Progreso Liberal.

## Организация
Согласно уставу, Академия может иметь до тридцати членов (академиков). Среди её членов есть эксперты в области филологии, философии, журналистики, музыки, экономики и информатики.
Академия периодически предлагает курсы для учителей испанского языка и литературы и социальных коммуникаторов, а также участвует в деятельности Ассоциации академий испанского языка, уделяя особое внимание изучению гватемальского диалекта испанского языка.

## Члены академии

### Состав академии на 2019 год
- Густаво Адольфо Вильд Феррате
- Марио Альберто Каррера Галиндо
- Хулия Гильермина Эррера Пенья
- Франсиско Перес де Антон
- Ана М. Урруэла де Кесада
- Марио Антонио Сандовал Самайоа
- Кармен Матуте
- Лукреция Мендес де Пенедо
- Франсиско Моралес Сантос
- Делия Киньонес Кастильо
- Гонсало де Вилла и Васкес
- Дитер Хассо Ленхофф Темме
- Марио Роберто Моралес Альварес
- Мария Ракель Черногория Муньос
- Хосе Освальдо Салазар де Леон
- Хулио Роберто Паломо Силва
- Густаво Адольфо Гарсия Фонг
- Мария дель Росарио Молина
- Глория Эрнандес
- Люсия Вердуго Уррехола
- Карлос Аугусто Веласкес
- Хосе Луис Пердомо Орельяна
- Луис Антонио Асейтуно Солорсано

### Покойные члены академии
- Анхель Мария Арройо (1838—1893)
- Агустин Вашингтон Гомес Каррильо (1838—1908)
- Антонио Батрес Хореги (1847—1929)
- Энрике Гомес Каррильо (1873—1927)
- Федерико Эрнандес де Леон (1883—1959)
- Рафаэль Аревало Мартинес (1884—1975)
- Карлос Федерико Мора (1889—1972)
- Хосе Мария Бонилья Руано (1898—1957)
- Дэвид Вела Сальватьерра (1901—1992)
- Анджелина Акунья де Кастаньеда (1905—2006)
- Тереза Фернандес-Холл де Аревало (1918—2012)
- Лус Мендес де ла Вега (1919—2012)
- Мария дель Кармен Мелендес де Алонзо (-2012)
- Альфонсо Энрике Барриентос (1921—2007)
- Франсиско Альбисрез Пальма (1935—2014)
- Маргарита Каррера (1929—2018)